# Tell Me I'm Not Dreamin' (Too Good to Be True)
Tell Me I'm Not Dreamin' (Too Good to Be True) è una canzone di Jermaine Jackson cantata in duetto con suo fratello Michael Jackson, tratta dall'album in studio eponimo di Jermaine Jackson, pubblicato internazionalmente come Dynamite, dalla Arista Records nel 1984.
Non potendo essere pubblicata come singolo ufficiale, a causa di una richiesta della Epic Records, l'etichetta discografica di Michael Jackson, la versione vocale di Tell Me I'm Not Dreamin' venne pubblicata nel lato B di entrambe le versioni da 7" e 12" del singolo di Jermaine Jackson, Do What You Do, mentre una versione strumentale della canzone venne pubblicata sul lato B di un altro singolo di Jermaine Jackson, la title-track Dynamite.

## Descrizione
Nel 1984, Michael Jackson era al top della fama dopo il successo senza precedenti del suo album da solista Thriller (1982), che divenne in breve tempo uno degli album più venduti in tutto il mondo e il più venduto del biennio 1982-1983. Ormai intenzionato a portare avanti una carriera da solista, il cantante aiutò anche i suoi fratelli e sorelle a cercare di rifarsi una carriera da solisti; collaborò così con tre dei suoi fratelli e sorelle su tre differenti canzoni, tutte e tre pubblicate nel corso del 1984: oltre al duetto Tell Me I'm Not Dreamin'  con suo fratello Jermaine (pubblicato solo come B-side), collaborò anche alle canzoni Centipede, di sua sorella Rebbie, e Don't Stand Another Chance, di sua sorella Janet, pubblicate entrambe come singolo. Tell Me I'm Not Dreamin' venne scritta e composta da Michael Omartian, Bruce Sudano e Jay Gruska inizialmente come canzone da solista, ma quando Jermaine chiese a suo fratello Michael di parteciparvi, quest'ultimo fu felice di prendervi parte e la canzone non venne riscritta, lasciando il tema dell'uomo che canta a una donna invariato, pertanto è come se entrambi i fratelli cantassero alla stessa donna o a due donne differenti.

## Interpretazioni dal vivo
Jermaine e Michael Jackson interpretarono la canzone in duetto anche dal vivo durante tutti i 55 concerti del Victory Tour dei Jacksons del 1984; dopo un medley di canzoni di Jermaine, Michael ritornava sul palco per duettare insieme al fratello in questo pezzo, accompagnati anche dagli altri fratelli ai cori e alla strumentazione.

## Accoglienza
La canzone venne ben accolta da critica e pubblico, il critico Jason Elias di AllMusic la definì «percolante e contagiosa» e, nel 1985, ricevette anche una candidatura ai Grammy Awards come Best R&B Performance by a Duo or Group with Vocals.

## Classifiche
Nonostante non sia stata pubblicata come singolo ufficiale, la canzone apparve in varie classifiche grazie all'airplay radiofonico, come nella classifica di Billboard Dance Club Songs dove rimase alla numero 1 per tre settimane nel mese di giugno del 1984.
| Classifica (1984)              | Posizione massima |
| ------------------------------ | ----------------- |
| Stati Uniti (dance club songs) | 1                 |